# Lei Tong
En aquest nom xinès, el cognom és Lei.
Lei Tong (mort el 218 EC) va ser un general militar servint sota el senyor de la guerra Liu Zhang durant el període la tardana Dinastia Han Oriental de la història xinesa.
Una vegada Lei Tong i Wu Yi, el dos, van defendre en contra de la invasió de la Província de Yi de Liu Bei, però al final foren envoltats i derrotats. Per defendre la ciutat de Baxi, Lei Tong va lluitar contra el general militar de Cao Wei Zhang He, però va acabar sent mort en una emboscada mentre es retirava.